# Dybów (Mazovie)
Pour les articles homonymes, voir Dybów.
Dybów [ˈdɨbuf] est un village polonais de la gmina de Kosów Lacki dans le powiat de Sokołów et dans la voïvodie de Mazovie, au centre-est de la Pologne.
Il se situe à environ de 10 kilomètres au sud de Kosów Lacki, 13 kilomètres au nord de Sokołów Podlaski et à 88 kilomètres au nord-est de Varsovie.
Sa population est de 300 habitants.